# Pablo Modesto González Pérez

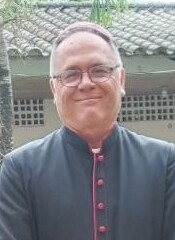
Pablo Modesto González Pérez, 2022

Pablo Modesto González Pérez SDB (* 30. Juni 1959 in San Antonio de los Altos, Venezuela) ist ein venezolanischer römisch-katholischer Ordensgeistlicher und Bischof von La Guaira.

## Leben
Pablo Modesto González Pérez trat der Ordensgemeinschaft der Salesianer Don Boscos bei und legte am 3. September 1983 die ewige Profess ab. Er empfing am 26. Juli 1986 das Sakrament der Priesterweihe.
Papst Franziskus ernannte ihn am 3. Dezember 2015 zum ersten Bischof des mit gleichem Datum errichteten Bistums Guasdualito. Der Bischof von San Cristóbal de Venezuela, Mario del Valle Moronta Rodríguez, spendete ihm am 6. Februar des folgenden Jahres die Bischofsweihe. Mitkonsekratoren waren der Erzbischof von Mérida, Baltazar Porras, und der Erzbischof von Maracaibo, Ubaldo Santana FMI.
Am 9. Januar 2025 ernannte ihn Papst Franziskus zum Bischof von La Guaira. Die Amtseinführung fand am 29. März desselben Jahres statt.